# Katarina Parr
Catherine Parr, kraljica Anglije in Irske, * 1512, London † 5. september 1548, Gloucestershire.
Katarina Parr je bila šesta in zadnja žena kralja Henrika VIII. in zadnja kraljica soproga iz dinastije Tudor. Z njim se je poročila 12. julija 1543 in ga preživela za eno leto. Bila je tudi največkrat poročena angleška kraljica, in sicer s štirimi možmi. S četrtim zakonom je izgubila naziv kraljice vdove, ki ga je imela kot Henrikova vdova.

## Prva dva zakona
Katarina se je rodila leta 1512, najverjetneje avgusta. Bila je prvi otrok Thomasa Parra, Henrikovega viteza, in Maud Green, dvorne dame Katarine Aragonske. Povsem verjetno je, da je bila Katarina poimenovana po kraljici Katarini, ki je bila tudi njena botra.
Leta 1929 se je pri sedemnajstih letih poročila s sirom Edvardom Burghom, vnukom Edvarda Burgha, 2. barona Burghskega, in postala vdova štiri leta kasneje. Poleti 1534 se je poročila s svojim bratrancem, baronom Johnom Nevillom, dobila dva pastorka, Johna in Margareto, in spet postala vdova leta 1543.

## Zakon s Henrikom VIII.
Po smrti drugega moža je bogata vdova brez otrok izkoristila materino prijateljstvo s Katarino Aragonsko in pridobila naklonjenost Katarinine hčerke, lady Marije. Do 16. februarja 1543 je postala del Marijinega gospodinjstva in tam je ujela pozornost kralja, ki je od usmrtitve svoje pete žene iskal novo ženo.
Petkrat se je položaj Henrikove žene, ne glede na naziv, ki je prišel s poroko, pokazal za tveganega in Henrik je težko našel novo nevesto. Po novem zakonu, ki ga je Henrik uvedel pred obglavljenjem Katarine Howard, bi bila vsaka njegova bodoča žena, ki bi lagala o svoji nedolžnosti, avtomatično obsojena na obglavljenje. Henrik ni bil dober pri prepoznavanju devic; sumil je v Ano Klevsko, ki je sigurno umrla kot devica, vendar se je zmotil pri Katarini Howard, za katero je mislil, da je devica. Katarina po drugi strani ni imela problema s tem, saj svoje nedolžnosti ni morala potrditi; bila je bogata in dvakratna vdova. Tako je ostala najboljša Henrikova možnost za poroko.  Čeprav se je začela zanimati za Thomasa Seymoura, brata umrle kraljice Jane, je videla kot svojo dolžnost sprejeti Henrikovo snubitev in ne Thomasovo.
S kraljem se je poročila 12. julija 1543 v palači Hampton. Ni postala le kraljica Anglije, temveč tudi novonastalega kraljestva Irske. Kot kraljica je bila Katarin delno zaslužna za spravo med Henrikom in njegovima hčerama, Marijo in Elizabeto, ki sta kasneje postali angleški vladarici. Razvila je tudi prijateljski odnos s Henrikovim sinom Edvardom, ki je nasledil Henrika kot Edvard VI.
V času treh mesecev, od julija do septembra 1544, je Katarina upravljala s kraljestvoma v Henrikovem imenu, ki je odšel na svoj zadnji in neuspešni pohod v Francijo. Edina žena, ki ji je Henrik predhodno zaupal to dolžnost, je bila Katarina Aragonska in to desetletja prej. Zahvaljuč dejstvu, da je bil njen stric član kraljevskega sveta in v dobrem odnosu s Thomasom Cranmerom in grofom Hertfordaskim, je Katarina imela možnosti upravljati z državo tako, kot je ona menila, da je treba. V tem času se je Katarina ukvarjala s financami, podpisala pet kraljevih razglasov in bila obveščena o vseh dogajanjih na nestabilnem Škotskem, kjer je takrat vladala kraljica Marija I. Meni se, da so odločitve, ki jih je sprejela kot regent, skupaj z močnim značajem in dostojanstvom, veliko vplivale na poznejšo vladavino njene pastorke Elizabete.
Njena verskega prepričanja so zapletena zaradi pomanjkanja dokazov in navedb. Katarinin dvor je bil odprt za številne intelektualne in verske razprave, zaradi česar je kmalu pridobila nezaupanje katoličanov. Katarina je bila rojena in vzgojena kot katoličanka, vendar je kasneje v življenju pokazala zanimanje za "novo vero". Zanjo se je zanimala dovolj, da je pridobila nezaupanje katoličanov, še posebej od nadškofa Stephena Gardinerja in kanclerja Thomasa Wriothesleya, grofa Southamptonskega, ki sta pokušala obrniti kralja proti njej leta 1546. Načrtovana je bila tudi aretacija, vendar je Katarini uspelo prepričati moža, da se je z njim le pogovarjala o veri z namero, da bi mu spravila misli stran od bolečine zaradi razjede na nogi. Henrik je ostal katoličan, čeprav ne rimokatoličan, in je kmalu prepovedal takšno zbiranje in teološke razprave, ki so jih konservativci šteli za zarod herezije, vendar Katarina ni imela težav zaobiti moževih ukazov in nadaljevati s preučevanjem protestantskih pogledov. Kasneje, ko je preganjanje protestantov in preveč vernih katoličanov doseglo vrhunec, je bila Katarina prisiljena vreči ven vse svoje teološke knjige.

## Zadnji zakon in smrt
Po Henrikovi smrti 28. januarja 1547 je imela Katarina svobodo poročiti se s svojo staro ljubeznijo, Thomasom Seymourjem (takrat baronom Sudeleyskim), vendar je bila njena sreča kratkotrajna.
Katarina je pod svoje skrbništvo vzela pastorko Elizabeto in kasneje njeno sestrično Jane Grey. Otrok v prvih treh zakonih ni imela, 30. avgusta 1548 je rodila edino hčer, Mary Seymour. Šest dni kasneje je Katarina umrla v gradu Sudeley v Gloucestershireju zaradi zapletov po porodu.
Manj kot leto dni kasneje je bil Thomas obtožen zarote proti kralju in usmrčen. Skrbništvo nad Mary Seymour je bilo dodeljeno Katarinini prijateljici vojvodinji Katherine Willoughby. Mary je zadnjič omenjena kot dveletni otrok in čeprav nekateri menijo, da je odrasla in osnovala družino, večina zgodovinarjev meni, da je umrla v otroštvu.